# 高山离子芥
高山离子芥（学名：Chorispora bungeana），为十字花科离子芥属下的一个植物种。